# Bayfield (Wisconsin)
Bayfield é uma cidade localizada no estado norte-americano de Wisconsin, no Condado de Bayfield.

## Demografia
Segundo o censo norte-americano de 2000, a sua população era de 611 habitantes. 
Em 2006, foi estimada uma população de 583, um decréscimo de 28 (-4.6%).

## Geografia
De acordo com o United States Census Bureau tem uma área de 
2,3 km², dos quais 2,3 km² cobertos por terra e 0,0 km² cobertos por água. Bayfield localiza-se a aproximadamente 199 m acima do nível do mar.

## Localidades na vizinhança
O diagrama seguinte representa as localidades num raio de 48 km ao redor de Bayfield. 